# Marsdenia dussii
Marsdenia dussii är en oleanderväxtart som beskrevs av Rudolf Schlechter. Marsdenia dussii ingår i släktet Marsdenia och familjen oleanderväxter. Inga underarter finns listade i Catalogue of Life.